# فیلیپ گوردون
فیلیپ گوردون (انگلیسی: Philip Gordon؛ زادهٔ ۱ ژانویهٔ ۱۹۶۴) دیپلمات و متخصص سیاست خارجی آمریکایی است. او از ۲۱ مارس ۲۰۲۲ به عنوان دستیار رییس‌جمهور و مشاور امنیت ملی معاون رییس‌جمهور آمریکا مشغول به کار است. گوردون از ۲۰۱۳ تا ۲۰۱۵ به عنوان دستیار ویژه رئیس‌جمهور و هماهنگ کننده خاورمیانه ، شمال آفریقا و منطقه خلیج فارس کاخ سفید فعالیت کرد. از ۲۰۰۹ تا ۲۰۱۳ به عنوان دستیار امور اروپا و اوراسیای وزیر امور خارجه کار کرد.
او هم‌اکنون عضو پیوسته شورای روابط خارجی، و مشاور ارشد گروه آلبرایت استونبریج است.

## تحصیلات

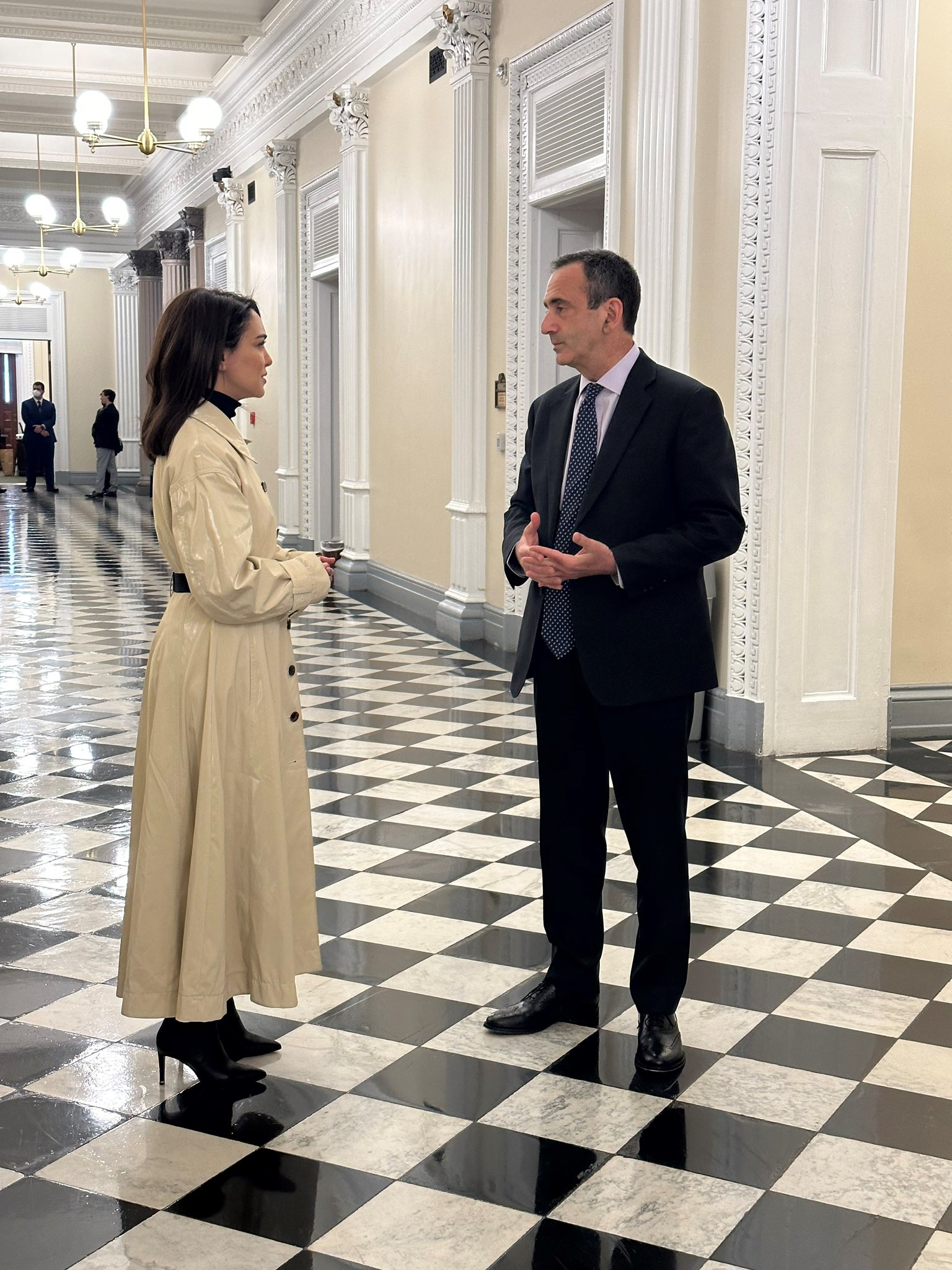
دیدار نازنین بنیادی با گوردون، ژانویه ۲۰۲۲‏

او پی اچ دی خود را در روابط بین‌الملل و اقتصاد از مدرسه مطالعات پیشرفته بین‌المللی پال ایچ. نیتس (SAIS) دانشگاه جانز هاپکینز در ۱۹۹۱ دریافت کرد.